# براين بينبن
براين بينبن (بالإنجليزية: Brian Benben)‏ ممثل أمريكي من مواليد 18 يونيو 1956، حاصل على العديد من العديد من الجوائز.

## مواقع خارجية
- براين بينبن على موقع IMDb (الإنجليزية)
- براين بينبن على موقع ألو سيني (الفرنسية)
- براين بينبن على موقع تيرنر كلاسيك موفيز (الإنجليزية)
- براين بينبن على موقع أول موفي (الإنجليزية)
- براين بينبن على موقع قاعدة بيانات برودواي على الإنترنت (الإنجليزية)
- براين بينبن على موقع قاعدة بيانات الأفلام السويدية (السويدية)
- براين بينبن على موقع إن إن دي بي (الإنجليزية)
- براين بينبن على موقع قاعدة بيانات الفيلم (الإنجليزية)
- براين بينبن على موقع كينوبويسك (الروسية)